# 菊川市立六郷小学校
菊川市立六郷小学校（きくがわしりつ ろくごうしょうがっこう）は、静岡県菊川市にある公立小学校。

## 概要
六郷小学校は、1911年（明治44年）に六郷尋常小学校として現在地に設立された。元を辿れば、1873年（明治6年）に設立された半済学校と神尾（かんのお）学校の二校をルーツとしており、この2校が幾多の統廃合を経て一つに統合、改称されたものである。所在地は菊川市の旧菊川町中心部南東側に位置しており、菊川文化会館アエルが隣接しているほか、比較的至近に、一級河川である菊川が流れ、東名高速道路の菊川ICが所在している。校区は、旧菊川町中心部を堀之内小学校校区と二分した区域に、旧菊川町南東部の郊外地域を加えた区域を占めており、1970年代までは農村地域の小規模校に過ぎなかったが、1980年代になり、見晴台、仲島、県営青葉台団地などの新興住宅地が菊川左岸の丘陵地に次々と開発されたことで児童数が急増。最盛期には850人を超える児童数を数えた年もあったが、近年では少子化により最盛期と比べて半減に近いくらいまで児童数が減少している。仲島地区に「中央小学校」を新設の上、本校から分離させる計画もあったが、計画は白紙化されている。

## 校章
外枠は茶の花に三匹の蛍、内枠の中の粒々は雪で、蛍雪の光を表す。三角形は剣、内枠は鏡を表し、三種の神器に由来する。鏡に六つある襞が「六つの里」を表していると言われている。1916年（大正5年）に制定。

## 校歌
昭和40年度に校歌制定委員会が設置され、1966年（昭和41年）3月16日に「校歌発表会」を開催、制定された。全部で3番まであり、各番中2箇所に、歌詞には一度しか書かれていない語句を二度繰り返す箇所があるのが特徴。また、1番から3番まで一度も学校名が登場しないが、3番の最後に別旋律の1フレーズが加えられており、その最後で学校名が登場する。

## 沿革
- 1873年（明治6年）‐ 半済学校が半済村林昌寺に、神尾学校が神尾村正昌寺に設置される
- 1911年（明治44年）‐ 半済尋常小学校と神尾尋常小学校が統合され、六郷村立六郷尋常小学校・尋常高等小学校が設置される（本校ではこの時を創立と定めている）
- 1941年（昭和16年）‐ 六郷国民学校と改称
- 1947年（昭和22年）‐ 六郷村立六郷小学校と改称　六郷村立六郷中学校を併設
- 1950年（昭和25年）‐ 併設の中学校が学校組合立菊水北中学校六郷分校と改称
- 1954年（昭和29年）‐ 菊川町立菊川東小学校と改称　併設の中学校が菊川町立菊川北中学校と改称の上分離、移転する
- 1955年（昭和30年）‐ 菊川町立六郷小学校と改称
- 1955年（昭和30年）‐ 六年生の林間学校の帰途、榛原郡上川根村（現川根本町）奥泉にて落石事故に遭遇。女性教諭二名が殉職
- 1963年（昭和38年）‐ 初の鉄筋校舎新築
- 1965年（昭和40年）‐ プール完成
- 1966年（昭和41年）‐ 校歌制定
- 1973年（昭和48年）‐ 体育館落成
- 2005年（平成17年）‐ 菊川市立六郷小学校と改称
- 2010年（平成22年）‐ 六郷小百周年記念式典を菊川文化会館アエルにて開催
- 2015年（平成27年）‐ 体育館プールの新築工事終了

## 通学区域
- 六郷地区（以下を除く：雇用促進住宅第1・宮下・上本所団地・虹の丘・牧之原上・牧之原下）